# Магдебург (провінція)
Магдебург (нім. Magdeburg) — провінція Пруссії у складі Німеччини. Існувала у 1944—1945 роках. Адміністративний центр – місто Магдебург. Провінція була створена в 1944 в ході реформи з приведення кордонів провінцій у відповідність з кордонами партійних гау. Сьогодні ця територія перебуває у складі ФРН і є частиною землі Саксонія-Ангальт.

## Історія
Указом фюрера від 1 квітня 1944 року з метою приведення до одноманітності кордонів адміністративних одиниць з партійними гау провінція Саксонія була скасована.  Адміністративний округ Магдебург був проголошений самостійною провінцією Магдебург. Обер-президентом провінції був призначений гауляйтер гау Магдебург-Ангальт Рудольф Йордан, який одночасно обіймав посаду рейхсштатгальтера держав  Ангальт і Брауншвайг.
Крім того, згідно указу, колишній саксонський адміністративний округ Мерзебург також ставав самостійною провінцією Галле-Мерзебург.  Адміністративний округ Ерфурт, що складався із кількох територіально не пов'язаних між собою районів, переходив у пряме підпорядкування рейхсштатгальтеру Тюрингії. Указ набув чинності з 1 липня 1944 року.
Нова провінція Магдебург проіснувала недовго. Рівно через рік, у липні 1945 року указом радянської адміністрації провінції Галле-Мерзебург і Магдебург разом з Ангальтом були об'єднані в нову провінцію Саксонія, яка була 1946 перейменована в провінцію Саксонія-Ангальт і в 1947 після ліквідації прусської держави перетворена на самостійну землю. Державність Ангальта була, таким чином, остаточно ліквідована. Територія округу Ерфурт була включена в сучасну землю Тюрингія.

## Обер-президенти
Провінція за її недовгу історію мала одного обер-президента.
| Роки      | Обер-президент | Партія |
| --------- | -------------- | ------ |
| 1944–1945 | Рудольф Йордан | НСДАП  |